# 磨石毛蜗牛
磨石毛蜗牛（学名：Trichochloritis mola）为坚齿螺科毛蜗牛属的动物，是中国的特有物种。分布于云南、四川等地，生活环境为陆地，多见于山区、丘陵地带的灌木丛中、河谷两岸山坡潮湿的草丛里、石块下以及多腐殖质的地方。